# Соколовка (Нижнеингашский район)
Соколовка — село в Нижнеингашском районе Красноярского края. Административный центр Соколовского сельсовета.

## География
Село находится в восточной части края, в пределах таёжной лесорастительной зоны, на расстоянии приблизительно 20 километров (по прямой) к северо-востоку от Нижнего Ингаша, административного центра района. Абсолютная высота — 298 метров над уровнем моря.
Климат
Климат характеризуется как резко континентальный, с продолжительной морозной малоснежной зимой и коротким жарким летом. Зима продолжается в течение 6-7 месяцев. Абсолютный минимум температуры воздуха составляет −51 °C (по данным метеостанции г. Канска). Продолжительность периода с температурой более 10˚С составляет 100—110 дней. Среднегодовое количество атмосферных осадков составляет 484 мм.

## История
Основано в 1900 году. По данным 1926 года в селе Соколово имелось 177 хозяйств и проживало 954 человека (462 мужчины и 492 женщины). В национальном составе населения того периода преобладали русские. В административном отношении являлось центром Соколовского сельсовета Нижне-Ингашского района Канского округа Сибирского края.

## Население
| 2010 |
| ---- |
| 600  |

Половой состав
По данным Всероссийской переписи населения 2010 года в гендерной структуре населения мужчины составляли 48,5 %, женщины — соответственно 51,5 %.
Национальный состав
Согласно результатам переписи 2002 года, в национальной структуре населения русские составляли 92 % из 705 чел.